# Saint-Étienne-Cantalès
Saint-Étienne-Cantalès (okzitanisch Sant Estèfe de Cantalés) ist eine französische Gemeinde mit 124 Einwohnern (Stand 1. Januar 2022) im Département Cantal in der Region Auvergne-Rhône-Alpes (vor 2016 Auvergne). Sie gehört zum Arrondissement Aurillac und zum Kanton Saint-Paul-des-Landes.

## Lage
Saint-Étienne-Cantalès liegt etwa 24 Kilometer westnordwestlich von Aurillac im Zentralmassiv, in der Naturlandschaft Châtaigneraie. An der südwestlichen Gemeindegrenze liegt der Lac de Saint-Étienne-Cantalès, ein Stausee der Cère. Im Nordwesten mündet das Flüsschen Auze in die Cère. Umgeben wird Saint-Étienne-Cantalès von den Nachbargemeinden Laroquebrou im Nordwesten und Norden, Nieudan im Norden, Saint-Paul-des-Landes im Nordosten und Osten, Lacapelle-Viescamp im Osten und Süden sowie Saint-Gérons im Süden und Westen.

## Bevölkerungsentwicklung
| Jahr                       | 1962 | 1968 | 1975 | 1982 | 1990 | 1999 | 2006 | 2011 | 2019 |
| Einwohner                  | 246  | 221  | 183  | 172  | 188  | 157  | 138  | 140  | 133  |
| Quellen: Cassini und INSEE |      |      |      |      |      |      |      |      |      |

## Sehenswürdigkeiten
- Kirche Saint-Étienne
- Stausee von Saint-Étienne-Cantalès

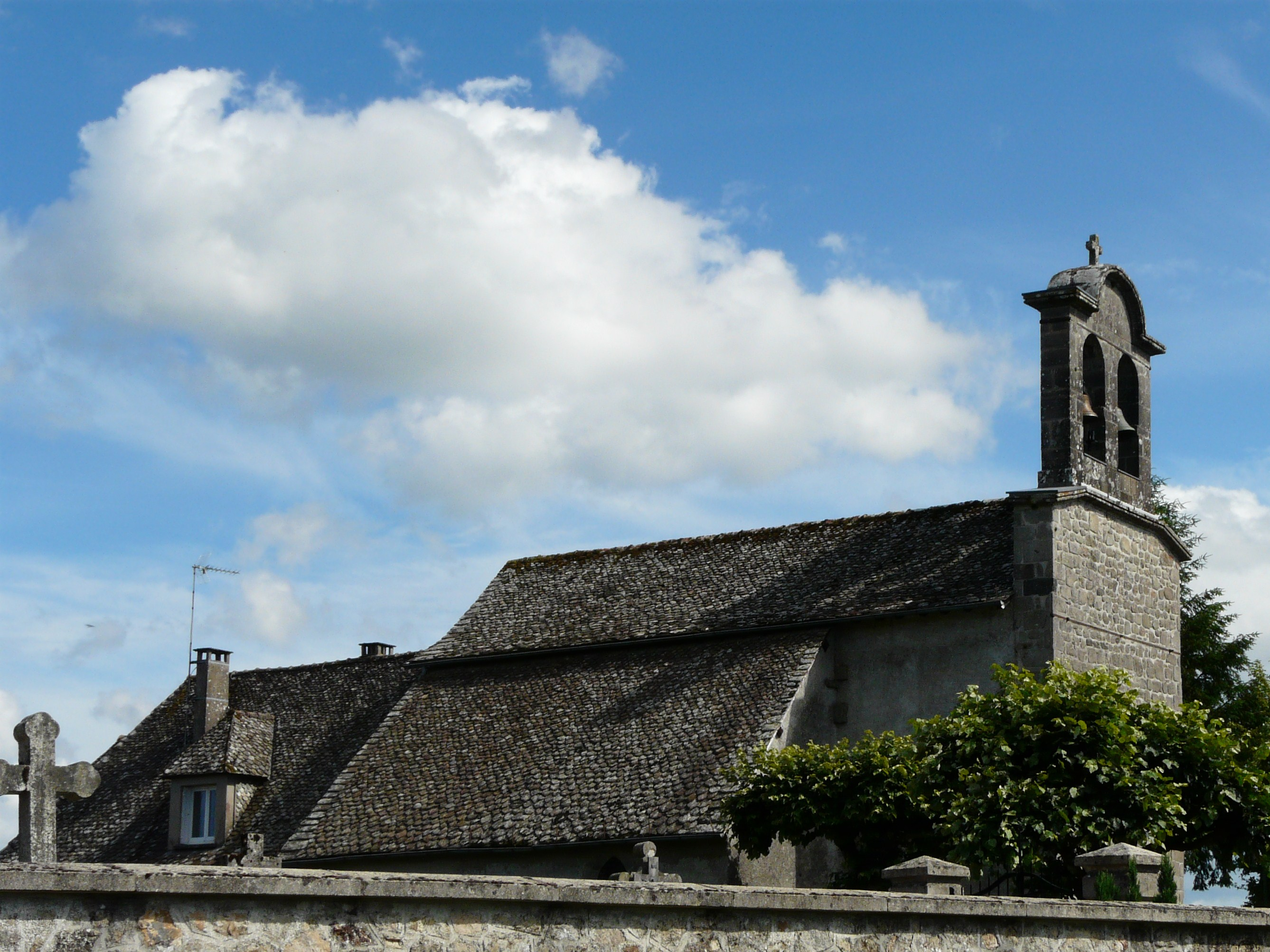
Kirche Saint-Étienne

- Schloss Gresse
- Schloss Vabret